# Fiserv
Fiserv (NASDAQ: FISV) é uma empresa americana, sediada em Brookfield, Wisconsin. É a empresa de fintech com mais receitas do mundo (2021).